# Convolvulus glaouorum
Convolvulus glaouorum är en vindeväxtart som beskrevs av Braun-blanquet och Maire. Convolvulus glaouorum ingår i släktet vindor, och familjen vindeväxter. Inga underarter finns listade i Catalogue of Life.